# بند ارغنداب
بند ارغنداب در ولسوالی شاه ولی کوت، ولایت قندهار در افغانستان، تقریباً در ۴۵ کیلومتری شمال مرکز ولایت قندهار موقعیت دارد. ساخته شده در ۱۹۵۲، دومین سد بزرگ افغانستان است. در سال ۲۰۱۹، دولت افغانستان ۴۵۰ میلیون دالر را برای بهره‌برداری بیشتر از این سد، هزینه کردند. این پروژه شامل بلند بردن دیوار سد به ارتفاع ۱۲ متر، که مخزن سد را قادر می‌سازد تا یک میلیارد مکعب آب را ذخیره کند و نصب ۳ توربین برای تولید ۲۲ مگاوات برق.
سد ارغنداب بالای رود ارغنداب ساخته شده‌است، که این رود ۲۴۰ مایل طول دارد. برای سال‌ها مخزن این سد پر از رسوبات زیاد بوده، و سیستم کانال‌های آن مزایای آبیاری را کاهش داده‌است. این سد را مستلزم ساخته برای اجرای نوسازی آن، که فاز اول آن به مساعدت کشور کانادا تکمیل گردید. فاز دوم سد مستلزم بالا بردن ارتفاع سد به منظور جبران کمبود ذخیره‌سازی رسوبات سد و بهره‌برداری مطلق از کانال‌های آن است.

## تاریخ
بند ارغنداب اصلاً بین سالهای ۱۹۵۱ و ۱۹۵۲, زمانی ساخته شد که رابطه افغانستان با ایالات متحده بهبود می‌یافت. هدف از ایجاد بند برای کمک به کشاورزان کندهار و تأمین آب آشامیدنی پاک برای شهروندان کندهار بود.
بند ارغنداب یک ساختار خاک ریزی ساخته شده از خاک و صخره است. ارتفاع آن ۵۵ متر و عرض آن ۵۳۵ متر است. برای خارج کردن سیلاب دو آبریزه ساخته شده‌است. برای خارج نمودن آب برای آبیاری به سیستم کانال‌ها آب‌بندهایی در قسمت پایین شصت بند با دو دریچه کنترل ساخته شده‌است. سیستم آبیاری آن طوری طراحی شده که قادر به آبیاری ۷۴۰۰۰ هکتار زمین با کانال اصلی که بطول ۷۷٫۶ کیلومتر و کانالهای فرعی بطول ۴۱۵ است. کانال اصلی قادر به انتقال ۴۲٫۵ متر مکعب آب در هر ثانیه است. پیمان پروژه شرکت ماریسون خادسن بود.

## نوسازی و توسعه

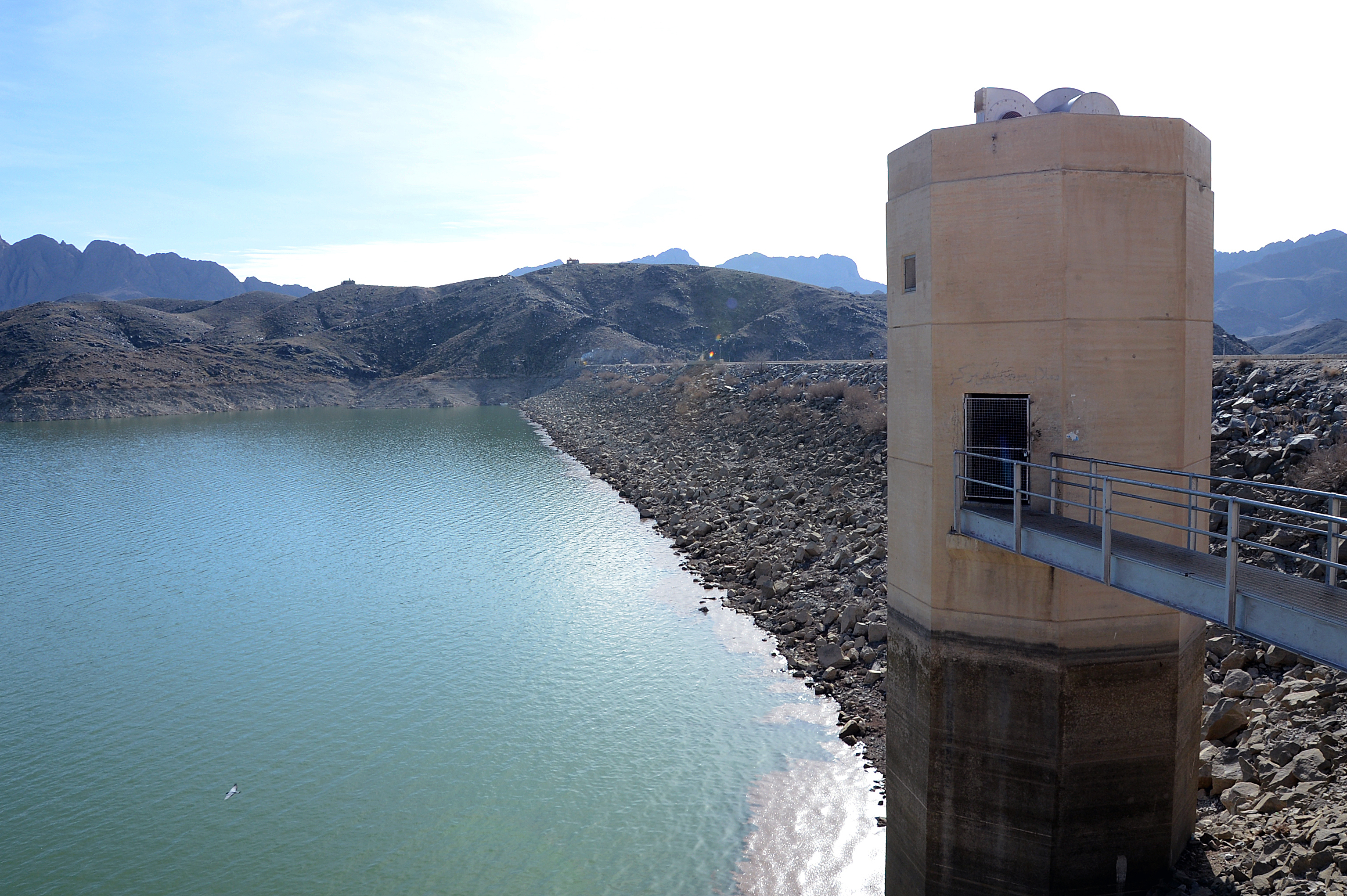
تاج بند ارغنداب

بعد از تکمیل شدن بند در سال ۱۹۵۲, برای دهه‌ها خوب بهره‌برداری می‌شد. هرچند، به کانال‌های آبرسانی و کاربرد بند در دهه هشتاد اهمال کاری شد. یک تیم ارزیابی وضعیت پروژه که کارشناسان کانادایی را شامل می‌شد آشکار ساختند که رسوبات ذخیره مخزن را ۳۴ فیصد کاهش داده‌است. همچنان کانال‌ها باید از رسوبات پاک می‌شدند، دریچه‌های کنترل نشت داشتند و هیچ برنامه یی برای بهره‌برداری کامل آن وجود نداشت. پس یک پلان دو مرحله یی زیر دست گرفته شد. با کامل شدن پلان مذکور مخزن سد از ۳۰۰ ,میلیون متر مکعب آب به ۴۸۴ میلیون متر مکعب آب افزایش خواهد یافت و ۱۰ مگاوات برق استحصال خواهد شد.

## مرحله اول
مرحله اول کارهای نوسازی و توسعه سد توسط کشور کانادا، از سال ۲۰۰۹ الی ۲۰۱۲ تحت عنوان پروژه نوسازی آبیاری ارغنداب، با بودجه نزدیک به ۴۴ میلیون دالر پیشبرده شد. استخراج رسوبات از کانالهای اصلی و فرعی بطول مجموعی ۴۹۳ کیلومتر و تعویض دریچه‌های کنترل آب و ورودی‌های الکتریکی انجلم شد.

## مرحله دوم
زیاد نمودن ارتفاع سد برای افزایش حجم مخزن که از ۵۰۰ میلیون متر مکعب آب به ۲۹۰ میلیون متر مکعب آب رسیده بود، بسیار سخت بنظر می‌رسید. این مرحله مستلزم بلند بردن دیوار سد به ارتفاع ۸ متر، اصلاح نمودن خصوصیات ساختاری، هایدرولیکی، الکتریکی، و آبریزه‌ها بوده‌است. کار آغاز پروژه توسط مهندسان ارتش ایالات متحده آغاز شده اما بعد از مدتی بخاطر مسائل مالی با دولت افغانستان متوقف شد.

## جستار های وابسته
- فهرست سدهای افغانستان